# Glasbena založba
Glasbena založba je podjetje, ki se ukvarja z upravljanjem glasbenih blagovnih znamk, koordinira produkcijo, distribucijo in oglaševanje glasbe ter išče nove glasbene avtorje.
Z veliko večino obvladujejo večino svetovnega glasbenega trga t. i. »velike tri« glasbene založbe, to so Warner Music Group (Ed Sheeran - Pop), Sony Music Entertainment (Michael Jackson - Pop) in Universal Music Group (Nirvana/Happy Tree Friends - Rock).